# Lil Jon
Джо́натан Мо́ртімер Сміт (англ. Jonathan H. Smith; 17 січня 1971 року), більш відомий як Ліл Джон (англ. Lil Jon) — американський композитор, продюсер, промоутер і репер. Відомий як один із засновників кранку — субжанру хіп-хопу.
Також славиться своїми вигуками, типу: «what?!», «hey!», «yeah!» і «okay!»
Народився і виріс в Атланті, штат Джорджія. Закінчив школу в 1989 році. Працював на So So Def з 1993 до 2000 де і отримав своє сценічне ім'я Lil Jon.
В 1996 року почав запис першого альбому "Get Crunk, Who u wit'" з East side boyz. Альбом вийшов наступного року і провалився через відсутність промо кампанії і низьку якість звуку. У цьому альбомі особливо чітко чути East side boyz.
У 2000 році вийшов наступний альбом We still Crunk, записаний лейблом BME, який лише трохи обігнав перший збірник. 
У 2001 році вийшов альбом Put yo hood up який засвітив Ліл Джона на всю Америку. Продюсерські таланти допомогли
йому закликати до записання альбому справжніх зірок типу M.O.P. і Ludacris.
У 2002 році вийшов альбом за допомогою якого Lil Jon прославився на увесь світ - Kings of Crunk. Альбом досяг двічі платинового статусу і ввійшов в двадцятку хіт парадів США.
Пісня Get Low записана разом з Ying Yang Twins посіла 5 місце в світовому R&B чарті, ввійшла в саундтрек гри
Need for Speed: Underground і стала головною темою цієї гри. 
У 2003 році вийшов Part II — друга частина мегапопулярного альбому Kings of Crunk. Збірка містить у собі декілька реміксів, декілька нових треків і відео з концертів.
Також цього року вийшла збірка реміксів Certified Crunk на треки з першого альбому.
2004 рік. Вийшов 5 альбом з красномовною назвою Crunk Juice, дослівний переклад — сік кранку. декілька пісень не ввійшли у альбом, включаючи Rollin з Timbaland і DOE.
Другий сингл Real nigga roll call потрапив у Книгу рекордів Гіннеса за числом нецензурних висловів. Їх там аж 295.
Цей альбом зайняв третє місце в Billboard чарті. Також Ліл Джон починає випускати власний енергетичний напій Crunk Energy Drink
2005 рік. Ліл Джон концентрується на продюсуванні свого лейблу BME Recordings. В число учасників BME входять: Lil Scrappy, Trillville, Chyna Whyte, Oobie, E-40, Bohagon.BHI
1. ↑  https://www.siasat.com/famed-american-rapper-lil-jon-embraces-islam-2993351/